# Piauí (staat)
Piauí is een van de 26 deelstaten van Brazilië.
De staat met de standaardafkorting PI heeft een oppervlakte van ca. 251.578 km² en ligt in de regio Noordoost. Piauí grenst aan de Atlantische Oceaan in het noorden, Ceará en Pernambuco in het oosten, Bahia in het zuidoosten en zuiden, Tocantins in het zuidwesten en Maranhão in het westen. In 2017 had de staat 3.219.257 inwoners. De hoofdstad is Teresina.
De staat heeft 1,6% van de Braziliaanse bevolking en produceert slechts 0,7% van het BBP van het land.

## Belangrijke steden
In orde van grootte:
| Stad                                            | Inwoners |
| ----------------------------------------------- | -------- |
| Teresina                                        | 850.198  |
| Parnaíba                                        | 150.547  |
| Picos                                           | 76.928   |
| Piripiri                                        | 62.733   |
| Floriano                                        | 58.969   |
| Bron: (pt) IBGE - Populatie volgens census 2017 |          |

## Bestuurlijke indeling
De deelstaat Piauí is ingedeeld in 4 mesoregio's, 15 microregio's en 223 gemeenten.